# 白背厚壳桂
白背厚壳桂（学名：Cryptocarya maclurei）为樟科厚壳桂属下的一个种。

## 扩展阅读
- 維基物種上的相關：白背厚壳桂

1. ↑  . 植物通.   [2018-09-25]. （原始内容存档于2018-09-26）.